# Albertine Sarrazin
Pour les articles homonymes, voir Sarrazin.
Albertine Sarrazin, née le 17 septembre 1937 à Alger et morte le 10 juillet 1967 à Montpellier, est une femme de lettres française.
Première femme à raconter sa vie de prostituée, de délinquante et son expérience en prison pour femmes, elle meurt à 29 ans au cours d'une opération mal préparée. « Cavaleuse miraculée par l’écriture », elle est notamment connue pour avoir écrit L'Astragale et La Cavale, romans publiés par Jean-Jacques Pauvert et adaptés au cinéma.

## Biographie

### Enfance
Déposée à sa naissance, le 17 septembre 1937, à l’Assistance publique d’Alger en Algérie française, elle est baptisée Albertine Damien le 23 septembre, du nom de Damien. Elle est adoptée en février 1939 par un couple sans enfant. Le père, médecin militaire en poste à Alger, est âgé de 58 ans. La mère, Thérèse, sans profession, infirmière bénévole pendant la guerre est âgée de 55 ans. L’acte d’adoption définitif date du 17 novembre 1941.
À deux ans, Albertine souffre d’un accès de paludisme, début d’une longue série de crises. Elle suit sa scolarité dans des établissements religieux. En 1947, elle est diplômée d’éducation religieuse et reçoit le certificat élémentaire signé par l’archevêque d’Alger.
À dix ans, elle est la victime d'un viol incestueux, perpétré par son oncle. Le père ayant cessé de faire partie des corps de réserve depuis le 15 avril 1941, la famille quitte Alger en 1947 et emménage en métropole, à Aix-en-Provence, dans un logement meublé au 28 rue de la Paix.
Albertine reçoit l'éducation rigoureuse du milieu bourgeois. Inscrite au collège Sainte-Catherine-de-Sienne d’Aix-en-Provence, elle obtient, au fil des ans, de nombreux prix d'excellence.
En 1949, elle commence à écrire dans des carnets à spirale Les aventures de trois guides indisciplinées. En 1952, elle est interne au lycée, où ses enseignants se plaignent de son indiscipline. Son père l’oblige à voir un psychiatre qui l'estime normale mais recommande un éloignement familial. Le juge accorde alors « la correction paternelle », qui autorise le père à mettre son enfant en maison de correction. Albertine est donc envoyée de force à la prison du Bon Pasteur à Marseille, lieu de maltraitance. À son entrée, elle est, comme toutes les pensionnaires arrivant dans cet établissement, rebaptisée ; on lui attribue le prénom Annick. Son séjour devra durer six ans, jusqu'à sa majorité (21 ans). Parallèlement, son père tente de révoquer son adoption et demande à cet effet une enquête sociale.

### Le procès
En 1953, Albertine Damien passe la première partie du baccalauréat qu'elle obtient avec la mention bien et s'enfuit à Paris. Elle retrouve une camarade du Bon Pasteur, avec qui elle a de nombreuses aventures, se prostituant, chapardant dans les voitures et les magasins. Fin juillet 1953, elle revient à Marseille voir son père puis retourne à Paris après lui avoir volé son pistolet de service. Ainsi équipée, elle tente un hold-up où son amie blesse une vendeuse d'une balle à l'épaule droite.
Les deux filles en fuite sont arrêtées le 20 août 1953, boulevard Saint-Michel. Le 24, elles sont présentées au juge Bertin et séparées. C'est à ce moment-là qu'Albertine commence à rédiger Les Carnets verts. Quelques jours plus tard elle est déférée au parquet et envoyée à la prison de Fresnes. En 1954, elle commence à écrire des poèmes et, un an plus tard, elle passe la seconde partie du bac par correspondance.
En novembre 1955, les deux amies comparaissent devant la Cour d'assises des mineurs de la Seine. Le procès se déroule à huis clos. Albertine nargue les juges et les jurés de la cour d'assises : « Je n'ai aucun remords. Quand j'en aurai, je vous préviendrai », dit-elle. Tenue pour être le cerveau du braquage, elle est condamnée à sept ans de prison, sa comparse « ne prend que cinq ans ». Elle est d'abord enfermée à Fresnes, puis, en 1956, on la transfère à la prison-école dans la Citadelle de Doullens dans la Somme où elle est intégrée à la division Béarn sous le matricule 504. Ses parents, auxquels elle venait de demander un avocat, révoquent, pour toute réponse, leur adoption plénière, procédure rarissime en France.
En octobre 1956, elle s’inscrit au certificat d’études littéraires générales classiques, pour la session de juin 1957. La même année, elle est mise au cachot, pendant dix jours, pour avoir embrassé une autre détenue sur la bouche. Le 19 avril 1957, elle s'évade en sautant d'un bastion d'une hauteur de dix mètres et se brise l'astragale. En rampant, elle se traîne jusqu'à la route nationale.

### Le grand amour
C'est là, sur le bord de la route, que Julien Sarrazin, un petit malfrat qui pendant l'Occupation avait été condamné à quinze ans de travaux forcés pour vol, la ramasse. Il la cache chez sa mère, la soigne, et tombe amoureux d'elle. Il la cache ensuite dans une guinguette de Créteil, la petite Venise, puis chez une fille de joie. Albertine s’attache à lui. Elle est alors hospitalisée à Créteil et opérée de l’astragale.
En mars 1958, Julien est arrêté et incarcéré à Boulogne en Vendée. Albertine se retrouve seule à Paris et se prostitue pour survivre. Elle rencontre alors un mécanicien, Maurice Bouvier, dit l’Oncle, qui devient son souteneur et lui verse des compensations financières. Quelques mois plus tard, Julien est libéré ; ils partent vivre à Calais.
Le 8 septembre 1958, Julien est arrêté à Abbeville pour vol et Albertine pour usage de faux-papiers. Julien, relaxé, est relâché le 17 septembre, mais Albertine doit finir de purger la peine de Doullens. Transférée à la maison d'arrêt d'Amiens, elle est enfermée dans le quartier des femmes sous le matricule 2091. Elle s’occupe alors de l’entretien et de la couture, et nomme sa machine à coudre Cornélie. Elle étudie la philosophie, l’anglais, écrit des poèmes, et débute Times, journal de prison 59.
Le 7 février 1959, Julien et Albertine (21 ans) se marient à la mairie du Xe arrondissement de Paris entre deux gendarmes. Albertine entame l'écriture de La Cavale. Elle est transférée à Soissons, pour que Julien puisse la voir plus souvent. Mais il est arrêté pour cambriolage et condamné à 15 mois de prison. Il est libéré le 23 septembre 1960.
En octobre 1960, Albertine obtient une grâce de sept mois. En 1961, elle a un accident de voiture avec Julien et sa mère. Cette dernière meurt. Julien est de nouveau incarcéré, cette fois-ci à la maison d'arrêt de Pontoise, pour avoir volé des bijoux, et Albertine pour les avoir portés. Elle est libérée le 6 juin 1963. En janvier 1964, elle s’installe à Alès pour se rapprocher de Nîmes où est incarcéré Julien, et devient pigiste au Méridional.
Le 7 avril 1964, elle est prise à voler une bouteille de whisky au Prisunic. Condamnée à quatre mois de prison, à Alès, elle écrit Les Soleils noirs qui deviendront L'Astragale : « petit roman d'amour pour Julien ». En mai 1964, Julien est libéré; le 9 août, c'est au tour d'Albertine. Ils s'installent dans les Cévennes à la Tanière (hameau de Camias, commune de Saint-André-de-Majencoules) dans une vieille maison achetée par Maurice, un ancien client d'Albertine, qui vient d'y prendre sa retraite et voue à la jeune femme un amour platonique.

### Publications
René Bastide, le journaliste du Méridional pour lequel elle avait fait quelques piges entre deux emprisonnements, l’adresse aux éditions Jean-Jacques Pauvert dont il connaît le directeur littéraire, Jean-Pierre Castelnau, qui, le 27 avril 1964, accepte de publier L'Astragale et La Cavale. Albertine part alors pour Montpellier afin de corriger les dernières épreuves.
En 1966, ses livres connaissent un grand succès tant critique que populaire, elle reçoit le prix des quatre-jurys 1966. Elle achève La Traversière, publié le 25 novembre 1966.
L’Astragale est traduit en espagnol (El Astrágalo), et en anglais en 1966.
Au début de 1967 Albertine cumule plusieurs opérations de l’astragale, ce qui ne l'empêche pas de travailler sur l’adaptation de L'Astragale pour le cinéma, que Guy Casaril va réaliser.

### Décès
Albertine et Julien s’installent aux Matelles au début de 1967.
« Julien, le petit casseur, qui lui a donné son nom, est devenu, à force de travail lui aussi, prospecteur géologue. « C'est en me mariant que j'ai su enfin que j'avais un nom », dira l'abandonnée qui si souvent en changea, ou fut un numéro de matricule. Ils vivaient, heureux enfin à douze kilomètres de Montpellier, dans une vieille ferme qu'ils avaient aménagée et qu'Albertine avait appelée L’Oratoire, parce qu'au bout d'une allée de mûriers se trouvait une statue de la Vierge ».
Mais Albertine, fragilisée par l'inceste avunculaire, l'alcool, le tabac, les opérations récentes et sa vie chaotique, meurt à 29 ans, le 10 juillet 1967, à la clinique Saint-Roch de Montpellier, des suites d'une opération du rein mal préparée. L'anesthésiste, non diplômé, ne l'a jamais vue avant l'opération et ne connaît ni son groupe sanguin, ni son poids (le minimum pour opérer) ; de plus, elle n'est pas surveillée en salle de réveil et le sang de réserve manque. La presse dira : « Albertine Sarrazin termine son étrange destin ». Elle est inhumée, dans un premier temps au cimetière des Matelles puis, à la demande de son époux, sur leur propriété du mas de L'Oratoire.
Julien Sarrazin, son mari, dénonce au procureur de la République l'équipe chirurgicale, mais le parquet classe l'affaire sans suite. Il décide alors de porter plainte et gagne son procès : le chirurgien, le docteur Schilliro, et l'anesthésiste de la clinique Saint-Roch, le docteur Pietrera, sont condamnés à deux mois de prison avec sursis et 90 000 francs (environ 110 000 euros de 2019, avec l'inflation) d'amende pour homicide involontaire et à verser à son mari 40 000 francs de dommages-intérêts. Cette affaire, ajoutée à d'autres semblables, incitera fortement les autorités sanitaires à modifier les règlements concernant l'anesthésie et les procédures pré et post-opératoires[réf. nécessaire].
Julien Sarrazin décède le 13 juillet 1991 après avoir publié un premier livre en 1975, Contrescarpe, autobiographie sans complaisance dédiée « à mes trois amours, ma mère, mon frère et Albertine », puis un second en 1981, Chausse-trappes, qui ne sera publié qu'au printemps 2015 par Edilivre. Il repose à côté d'Albertine, à l’Oratoire.

## Œuvre
- La Cavale, éditions Pauvert, 1965.
- L'Astragale, éditions Pauvert, 1965.
- La Traversière, éditions Pauvert, 1966.
- Romans, lettres et poèmes, éditions Pauvert, 1969.
- Poèmes, éditions Pauvert, 1969.
- Lettres à Julien, éditions Pauvert, 1971.
- Le Times, journal de prison 1959, éditions Sarrazin, 1972 ; rééd., éditions du Chemin de fer, 2013.
- La Crèche, Bibiche, l'Affaire Saint-Jus, le Laveur (nouvelles), éditions Sarrazin, 1973.
- Lettres de la vie littéraire, éditions Pauvert, 1974.
- Le Passe-Peine, Fayard, 1976.
- Biftons de prison, 1976.
- Bibiche, vu par Annabelle Guetatra, éditions du Chemin de fer, 2012..
- Affaire Saint-Jus et autres nouvelles de prison (Le Laveur, Affaire Saint-Jus, La Crèche), éditions du Chemin de fer, 2019.

L'ensemble de ces livres a été tiré à plus de 3 millions d'exemplaires[réf. nécessaire].

## Adaptations cinématographiques
- 1968 : L'Astragale de Guy Casaril[15]
- 1971 : La Cavale de Michel Mitrani[15]
- 2015 : L'Astragale de Brigitte Sy[15]

### Documentaire
- Albertine Sarrazin, le roman d'une vie de Sandrine Dumarais, produit pas Comic Strip Production, 52 min, 2004.

### Radio
- Albertine Sarrazin, (1937-1967), une écrivaine en fugue,, un documentaire de Lila Boses, réalisé par Gilles Mardirossian, 58 min, 2023.

#### Bases de données et dictionnaires
- Ressources relatives à l'audiovisuel :   - AllMovie
  - Allociné
  - Filmportal
  - IMDb
- Ressource relative au spectacle :   - Les Archives du spectacle
- Ressource relative à plusieurs domaines :   - Radio France
- Ressource relative à la bande dessinée :   - BD Gest'
- Ressource relative à la musique :   - Discogs
- Notices dans des dictionnaires ou encyclopédies généralistes :   - Deutsche Biographie
  - Dictionnaire universel des créatrices
  - Enciclopedia De Agostini
  - Gran Enciclopèdia Catalana
  - Munzinger
  - Store norske leksikon
- Notices d'autorité :   - VIAF
  - ISNI
  - BnF (données)
  - IdRef
  - LCCN
  - GND
  - Italie
  - Japon
  - CiNii
  - Espagne
  - Pays-Bas
  - Pologne
  - Israël
  - NUKAT
  - Catalogne
  - Norvège
  - Croatie
  - Tchéquie